# Коновалов, Эрменгельд Николаевич
Эрменгельд Николаевич Коновалов (30 ноября 1937, Свердловск — 28 декабря 1994, Москва) — советский, российский актёр театра и кино, режиссёр, сценарист, Лауреат VI Всемирного фестиваля молодёжи в Москве. Наибольшую известность актёру принесла работа в фильмах «ТАСС уполномочен заявить…», «Дымка», «Капитан «Пилигрима»», «Сердца трех», «Империя пиратов». На театральной сцене его самой яркой работой стала роль Джонни Картера в спектакле «Преследователь».

## Биография
Его отец Альберт Люци был эстрадным артистом и чечёточником, вскоре попавшим в сталинские лагеря. После рождения сына и ареста его отца мать, Валентина Васильевна, вышла замуж за Николая Коновалова. Соответственно, фамилия и отчество достались Эрменгельду от отчима.
Унаследовав от отца страсть к цирковому искусству, после окончания школы Коновалов поступил в  цирковое училище, окончив которое в конце 1950-х годов, начал работать в Москонцерте, выступая в жанре пантомимы. В качестве сценического псевдонима Эрменгельд взял имя своего отца — Альберт Люци. Исполнял он, в основном, классические, философские и бытовые пантомимы. Работал с эстрадными коллективами «До-ревю-фа-соль», «Эстрадный десант», «Первый шаг».
С середины 1950-х годов молодого актёра начали приглашать сниматься в кино на маленькие роли и эпизоды. Здесь он нашёл репертуар исключительно по своему типажу, исполняя роли темнокожих персонажей.
В 1961 году Коновалов познакомился с Марселем Марсо. Мим в свой второй приезд в СССР уделил внимание молодому актёру и поставил ему ряд номеров, с которыми он выступал в концертах.
В середине 1970-х годов Коновалов окончил заочное отделение режиссёрского факультета эстрадной режиссуры ГИТИСа.
В 1987 году был приглашён Марком Розовским в театр «У Никитских ворот», где сыграл главную роль Джонни Картера в спектакле «Преследователь».
Эрменгельд Коновалов написал сценарий фильма о вьетнамской войне «Шестеро в джунглях», мечтая сыграть одну из ролей. Однако этот сценарий экранизировать не удалось.

### Семья
Сестра Жанна Альбертовна Белюстова — академик, директор центра культурно-духовного сотрудничества со странами Африки. Брат Эдуард Альбертович Трифонов — инженер.

## Творчество

### Театр «У Никитских ворот»
- 1988 — Преследователь — Джонни Картер

### Фильмография
- 1956 — Убийцы — Сэм, повар
- 1956 — Сердце поёт —  эпизод (в титрах не указан)
- 1960 — Сильнее урагана — представитель организации социальной помощи
- 1962 — Кубинская новелла — чистильщик обуви
- 1968 — Бриллиантовая рука — посетитель ресторана (в титрах не указан)
- 1970 — Баллада о Беринге и его друзьях — Абрам Петрович Ганнибал
- 1972 — Жизнь и удивительные приключения Робинзона Крузо — Билл
- 1980 — Петля Ориона — член комиссии
- 1982 — Возвращение резидента — телохранитель
- 1983 — Тайна «Чёрных дроздов» — садовник Стин
- 1984 — ТАСС уполномочен заявить… — Стау, генерал, шеф криминальной полиции Луисбурга (озвучивание — Виктор Филиппов)
- 1984 — Завещание профессора Доуэля — эпизод (в титрах не указан)
- 1984 — Медный ангел — Михан
- 1984 — Европейская история — журналист
- 1985 — Дымка — дядюшка Зив
- 1985 — Берег его жизни — папуас Туй
- 1985 — Дороги Анны Фирлинг — текст от автора / трубач
- 1986 — Капитан «Пилигрима» — Актеон
- 1986 — Бармен из «Золотого якоря» — Джим Олби
- 1986 — Конец света с последующим симпозиумом — Иван, официант
- 1991 — Говорящая обезьяна — дипломат
- 1992 — Сердца трёх — Трефэзен
- 1992 — Мушкетёры двадцать лет спустя — слуга Портоса (в титрах не указан)
- 1994 — Империя пиратов — «Вождь»